# Eugenia rufidula
Eugenia rufidula är en myrtenväxtart som beskrevs av Cyrus Longworth Lundell. Eugenia rufidula ingår i släktet Eugenia och familjen myrtenväxter.
Artens utbredningsområde är Belize. Inga underarter finns listade i Catalogue of Life.